# Lombron
Lombron – miejscowość i gmina we Francji, w regionie Kraj Loary, w departamencie Sarthe.
Według danych na rok 1990 gminę zamieszkiwało 1786 osób, a gęstość zaludnienia wynosiła 74 osób/km² (wśród 1504 gmin Kraju Loary Lombron plasuje się na 339. miejscu pod względem liczby ludności, natomiast pod względem powierzchni na miejscu 422.).